# آلن ام. کریگسمان
آلن ام. کریگسمان (انگلیسی: Alan M. Kriegsman؛ ۲۸ فوریه ۱۹۲۸ – ۳۱ اوت ۲۰۱۲) نقاد اهل ایالات متحده آمریکا بود.
وی همچنین برندهٔ جوایزی همچون برنامه فولبرایت و جایزه پولیتزر برای نقد ادبی شده‌است.